# Maccio Capatonda
Maccio Capatonda, pseudonimo di Marcello Macchia (Vasto, 2 agosto 1978), è un comico, attore, sceneggiatore, regista e youtuber italiano.
Ha partecipato ai programmi televisivi Mai dire Lunedì e Mai dire Martedì. Precedentemente aveva fondato a Milano la Shortcut Productions, insieme a Enrico Venti, suo storico amico, anche lui di Chieti. Nel 2013 è ideatore, regista e interprete principale della serie televisiva Mario, e nel 2018 di The Generi. Nel 2020 ha pubblicato con Mondadori Electa la sua autobiografia Libro, e nel 2022 il secondo libro dal titolo Libro 2. Racconti da mare. Ha inoltre vinto la seconda edizione di LOL - Chi ride è fuori.

## Biografia
Nasce a Vasto, in provincia di Chieti, ma cresce nel capoluogo di provincia, dove inizia a realizzare i suoi primi sketch comici. Nel 2001 si laurea in tecniche pubblicitarie all'Università per Stranieri di Perugia.

### Anni 2000 - Collaborazione con la Gialappa's
In un primo tempo si è dedicato (accompagnato dal suo inseparabile gruppo) alla produzione di finti reality televisivi, come il Divano Scomodo, il Gabinetto e Il Grandangolo, tutti caratterizzati da una vena ironico-demenziale.
Queste produzioni posero le basi per la seguente e più famosa produzione di Macchia, l'anno successivo, sempre a Mai dire... con la Gialappa's Band. Qui impersonava un attore fittizio - chiamato Maccio Capatonda (assurto poi a suo effettivo nome d'arte, in virtù della fortissima identificazione da parte del pubblico tra lui ed il personaggio interpretato) - che recitava in una serie di sketch, parodia dei più famosi trailer cinematografici. Molte di queste parodie, a loro volta dei veri e propri cortometraggi comici, hanno ottenuto un notevole successo fra gli spettatori del programma e, complice anche la diffusione su Internet (specialmente tramite YouTube), sono diventati dei veri e propri oggetti di culto tra gli appassionati. Alla comicità contribuiscono gli "attori" che, insieme a Capatonda, "recitano" in questi sketch: personaggi uniti dal comune denominatore della totale incapacità espressiva e recitativa e contraddistinti da nomi alquanto improbabili.
Sempre in chiave parodistica, Macchia ha presentato altri sketch, legati a parodie di pubblicità e fiction televisive.
Dal 23 gennaio 2007, con l'arrivo di Mai Dire Martedì, l'attore si esibisce in un altro tipo di sketch, impersonando il cantante piagnucoloso Mariottide.

### Anni 2000 - altri lavori
Nella stagione televisiva 2005-2006 partecipa allo show televisivo All Music Show, in onda sulla rete televisiva All Music, in cui appare in numerosi sketch che mettono alla berlina celebri trasmissioni televisive, televendite o telefilm, portandone le situazioni tipo e i luoghi comuni fino all'eccesso con fini umoristici.
Nel giugno 2008 realizza cinque trailer comici pubblicitari per la società di finanziamenti PlusValore, pubblicati su YouTube: Sossoldi, Abbagli, Tua Mamma No, Ah già e Plusvalore.
Dal 23 febbraio 2009, Maccio e la sua crew sono i protagonisti di una nuova web TV dedicata interamente alla comicità, al surreale e all'umorismo più caustico: FlopTV.
Per FlopTV è stata anche realizzata un'avventura interattiva intitolata 12, disponibile nell'App Store.
Dall'8 dicembre 2009 per la trasmissione di Rai 3, Tatami, recita nel ruolo di Jerry Polemica che investiga sui luoghi comuni e le leggende metropolitane della nostra società. Parodia del giornalismo investigativo alla Michael Moore (che aveva già parodiato nel trailer "Fernet 9-11°").

### Debutto in radio:Lo Zoo di 105

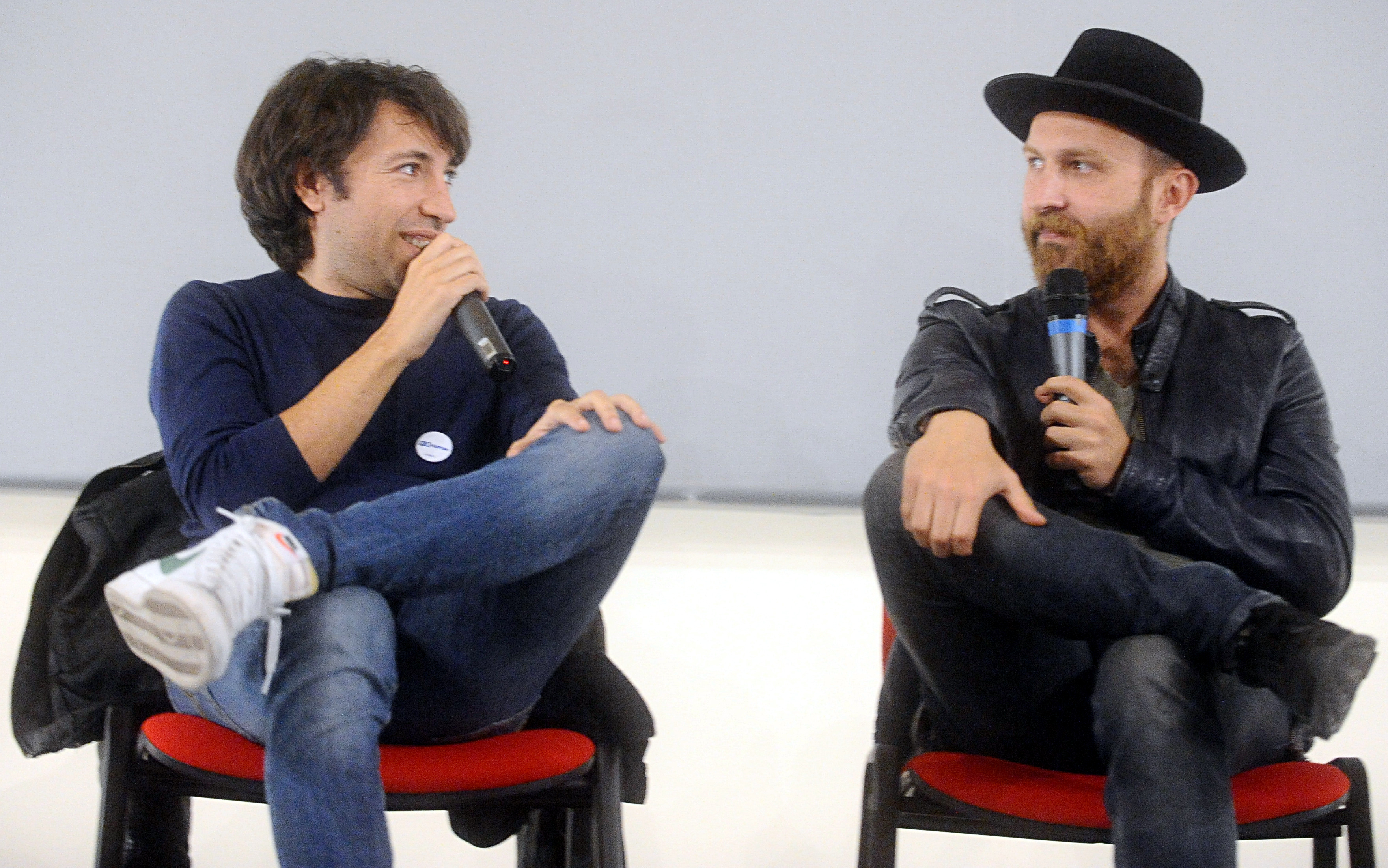
Herbert Ballerina e Maccio Capatonda a Lucca Comics & Games 2016

Dal 24 gennaio 2011 al 21 dicembre 2017, insieme a Luigi Luciano (Herbert Ballerina) ed Enrico Venti (Ivo Avido), fa parte del programma radiofonico Lo Zoo di 105, dove nelle scenette da lui realizzate riprende alcuni suoi personaggi di successo come Padre Maronno, Mariottide, Jerry Polemica. Nello Zoo realizza molte scenette inedite, tra cui l'ispettore anale, il 4e48, la Babbi editore e altre, mantenendo sempre il suo stile demenziale e satirico.

### Anni 2010, tra serie e debutto al cinema
Dal 4 dicembre 2011 collabora con il programma televisivo di LA7 Ma anche no attraverso la realizzazione di alcuni trailer cinematografici fittizi e della serie Unreal TG, in cui interpreta l'inviato Neri Pupazzo.
Dal 28 febbraio al 25 aprile 2013 è andata in onda in seconda serata su MTV Italia Mario, una serie televisiva di 18 episodi della durata di 20 minuti circa, in cui Maccio interpreta il protagonista Mario, un giornalista televisivo che deve fare i conti con situazioni surreali, ma anche ruoli secondari come Oscar Carogna (personaggio uguale a Neri Pupazzo), Ippolito Germer (parodia di Luciano Onder) e Piero Peluria. Una seconda stagione, composta da 16 episodi, è andata in onda dal 7 ottobre al 25 novembre 2014 sempre su MTV.
Nei mesi di settembre e ottobre 2014 hanno avuto luogo le riprese del primo film di Maccio Capatonda, intitolato Italiano medio e uscito nelle sale il 29 gennaio 2015, prodotto da Marco Belardi per Lotus Production e distribuito da Medusa Film.
Maccio Capatonda, durante il mese di ottobre 2016, ha lanciato la sitcom Mariottide prodotta per Infinity TV da Lotus Production e Shortcut Productions in collaborazione con Videotime. Tutte le venti puntate della sitcom sono disponibili in esclusiva sulla piattaforma di streaming di Infinity.
Nel primo film di Herbert Ballerina come protagonista, intitolato Quel bravo ragazzo, Maccio interpreta un ruolo di secondo piano: il parroco di un paese siciliano, Don Isidoro. Il film è uscito nelle sale il 17 novembre 2016 distribuito dalla Medusa Film.
Maccio Capatonda è di nuovo protagonista di un film diretto e scritto da lui stesso, intitolato Omicidio all'italiana. Al suo fianco ci sono nuovamente Herbert Ballerina e Ivo Avido. Il film è uscito nelle sale cinematografiche il 2 marzo 2017 ed è distribuito da Medusa Film.
Nel 2018 è protagonista, sceneggiatore e regista della serie televisiva The Generi.

### Anni 2020
Nel 2022 recita nel film Rapiniamo il duce di Renato De Maria; nello stesso anno scrive e dirige la serie Maccioverse.
Nel 2024 torna a lavorare con la Gialappa's nella terza stagione del GialappaShow di Sky dove ripropone i suoi trailer.
L’anno seguente è regista e attore in Sconfort Zone, serie di Prime Video.

## Stile
La sua comicità si basa principalmente sulla parodia di comuni errori della lingua italiana o su termini usati raramente e in altri contesti; Capatonda fa parlare i suoi personaggi come goffi analfabeti che creano inconsapevolmente numerosi neologismi per potersi esprimere. Un'altra parte della sua produzione ridicolizza trasmissioni televisive quali pubblicità, reality, telegiornali, cartomanti televisivi, soap opera o ancora i trailer cinematografici, infarcendo i vari sketch di onomatopee e frasi pronunciate con un'enfasi oltremodo marcata. Un'altra caratteristica dei suoi sketch sono i nomi dei personaggi: quasi sempre ridicoli, molto improbabili, basati su giochi di parole.
Tra le sue produzioni figurano anche piccole scenette pubblicitarie utilizzate per la promozione di prodotti o emittenti televisive (All Music ad esempio). Nel 2008 dirige e partecipa ai videoclip delle canzoni Parco Sempione e Ignudi fra i nudisti del gruppo Elio e le Storie Tese e il videoclip della canzone Il topo mangia il gatto di Francesco Baccini. Compare anche nel video del brano Le gite fuori porta degli Amari nei panni di Mariottide.

## Filmografia

### Cinema

#### Regista, sceneggiatore e attore
- Italiano medio (2015)
- Omicidio all'italiana (2017)
- Il migliore dei mondi[N 1] (2023)

#### Attore
- Quel bravo ragazzo, regia di Enrico Lando (2016)
- Rapiniamo il duce, regia di Renato De Maria (2022)

### Televisione

#### Regista, sceneggiatore e attore
- Intralci – sitcom (2006)
- Mario – serie TV (2013-2014)
- Mariottide – serie TV (2016)
- The Generi – serie TV (2018)
- Maccioverse – serie TV (2022)
- Sconfort Zone – serie TV (2025)

#### Attore
- Sono Lillo – serie TV (2023-2024)
- No Activity - Niente da segnalare, regia di Valerio Vestoso – miniserie TV, 5 episodi (2024)
- Vita da Carlo 3 – serie TV (2024)

## Programmi televisivi
- Mai Dire Grande Fratello & Figli (Speciale Cinema, Il Divano Scomodo, Il Grandangolo, Il Gabinetto) (2004)
- Mai Dire Lunedì (Speciale Cinema) (2004-2005)
- All Music Show (Intralci, Jim Massew, Unreal TV, Mirkos, ColloQui Pro Quo) (2005)
- Mai Dire Martedì (Mariottide, Edizioni del Bradipo, Speciale Cinema) (2007-2008)
- Mai Dire Grande Fratello Show (Padre Maronno, L'ispettore Catiponda, L'ispettore Santo Maroponda, Piccol) (2009)
- Tatami (Le inchieste di Jerry Polemica) (2009)
- Ma anche no (Unreal TG) (2011)
- Mai dire Talk  (Le inchieste di Jerry Polemica, Speciale Cinema) (2018-2019)
- GialappaShow (Speciale Cinema, Le docustorie) (2024)

### Concorrente
- LOL - Chi ride è fuori (2022, guest star 2023)
- Prova prova sa sa (2022-2023)

## Video musicali
- Le gite fuori porta (2007), degli Amari
- Parco Sempione (2008), degli Elio e le Storie Tese
- Ignudi fra i nudisti (2008), degli Elio e le Storie Tese
- Il topo mangia il gatto (2008), di Francesco Baccini
- SignorHunt (2015), di Rocco Hunt
- Volare (2017), di Fabio Rovazzi feat. Gianni Morandi
- Senza pensieri (2019), di Fabio Rovazzi feat. Loredana Bertè e J-Ax
- Tu e D'io (2019), di Danti feat. Nina Zilli e J-Ax
- Lovvo (2019), de Le Coliche
- Canzone sbagliata (2020), di Danti feat. Luca Carboni e Shade
- Costa Smeralda (2025), de Il Pagante

## Webserie

### Regista, sceneggiatore e attore
- Drammi medicali - FlopTv (2009-2010)
- Sexy Spies - FlopTv (2009)
- Chiamando Palmiro - FlopTv (2009)
- Leggerezze - FlopTv (2009)
- La villa Di Lato - FlopTv (2009)
- Casa Mariottide: la sit-com più triste del mondo - FlopTv, Zoo di 105 (2011)
- Babbala e il ragazzo idiota - FlopTv (2012)
- Bob Torrent - Infinity, YouTube (2015)

### Attore
- Lost in Google, regia di Francesco Capaldo – YouTube, episodio 5 (2011)
- The Lady, regia di Lory Del Santo – YouTube, episodi 2x01-2x02-2x03 (2015)[6]

## Doppiaggio
- Red in Angry Birds - Il film,[7] Angry Birds 2 - Nemici amici per sempre
- Phil Philips in Pupazzi senza gloria
- Asso/Bat-Hound in DC League of Super-Pets
- Inviato del TG in South Park (episodio 16x01)

## Opere letterarie
- Libro, collana Webstar, Milano, Mondadori Electa, 2020, ISBN 978-88-9182-893-4.
- Libro 2. Racconti da mare, Milano, Mondadori Electa, 2022, ISBN 978-88-9183-410-2.

## Podcast
- Podcast micidiali, dieci episodi (Audible, 2021)

### Fonti
1. ↑   Marco Travaglio, Maccio Capatonda presenta LIBRO, un'autobiografia micidiale: la diretta - Il Fatto Quotidiano, in Il Fatto Quotidiano, 3 dicembre 2020. URL consultato l'11 marzo 2022.
2. ↑   Davide Cavalleri, Maccio Capatonda e quel segreto "piccante" sulla zia - Intervista Integrale, su La Stampa, 21 maggio 2022. URL consultato il 16 giugno 2022.
3. ↑   E poi c'è Cattelan #EPCC - Intervista a Maccio Capatonda.
4. ↑   La nuova formazione dello Zoo di 105, su mazzoli.tk. URL consultato il 15 gennaio 2011 (archiviato dall'url originale l'11 ottobre 2014).
5. ↑   infinitytv.it,  http://www.infinitytv.it/#!33546,5033527,33527,,/EPISODE/Mariottide.
6. ↑   Gabriele Niola, Intervista: Maccio Capatonda ci parla della sua partecipazione a The Lady 2!, in BadTaste.it, 11 maggio 2016.
7. ↑   La vendetta dei pennuti armati: è Angry Birds - Il film, su rollingstone.it, 23 giugno 2016. URL consultato il 25 giugno 2016.

### Annotazioni
1. ↑   co-regia con Danilo Carlani e Alessio Dogana